# TrES-1b
TrES-1b là một ngoại hành tinh quay quanh ngôi sao GSC 02652-01324 cách Trái Đất 523 năm ánh sáng và nằm trong Chòm sao Thiên Cầm. Với khối lượng nặng hơn khối lượng Sao Mộc gấp 0.7 lần. Khoảng cách từ Mặt Trời đến Sao Thủy là 0.4 AU và khoảng cách từ TrES-1 đến TrES-1b tương đương 0.04 AU nó gần hơn. Nhiệt độ ở đây giao động là 1.060°K gọi là Sao Mộc nóng, chu kỳ tự quay là mất 4 ngày khá nhanh Sao Thủy là 88 ngày. Hành tinh này được phát hiện vào ngày 24 tháng 8 năm 2004 bằng kính sử dụng phương pháp quá cảnh. Lực hấp dẫn bề mặt hành tinh này là 0.52 và bán kính gấp 1.081 lần Bán kính Sao Mộc. Độ lệnh tâm là ~0.012. Hành tinh này quan trọng nhất trong các hành tinh trong vũ trụ.